# Ковач, Гергей
Гергей Ковач (рум. Gergely Kovács; род. 21 июля 1968, Тыргу-Секуеск, Румыния) — Архиепископ Алба-Юлии Римско-католической церкви с 22 февраля 2020 года.

## Биография
Обучался в Римско-католическом теологическом институте в Алба-Юлии до 1990 года и в Папском григорианском университете до 1992 года. 3 июля 1993 года архиепископом Лайошем Балинтом был рукоположен в священники в архиепископии Алба-Юлии . Продолжил учёбу в Риме, где получил степень в области канонического права в Папском Латеранском университете в 1994 году и докторскую степень в 1996 году. Он был священником-викарием в Тыргу-Муреш . С 1997 года находится на службе Святого Престола, работая в Папском совете по культуре. В 2000 году ему было присвоено звание капеллана Его Святейшества. С 2007 года он является директором Папского совета по культуре. Во время своего пребывания в Риме он также сотрудничал с Конгрегацией по делам духовенства и Трибуналом Священной Римской Роты, будучи также постулатором дела беатификации Мартона Арона.